# Chiloglanis mbozi
 Chiloglanis mbozi és una espècie de peix de la família dels mochòkids i de l'ordre dels siluriformes.

## Morfologia
Els mascles poden assolir els 5,7 cm de llargària total.

## Distribució geogràfica
Es troba a Àfrica: Tanzània.

## Estat de conservació
Les seues principals amenaces són les obres viàries en curs i les pràctiques agrícoles locals.